# 獅子座76
獅子座76，又名BD+02 2411，HD 98366、SAO 118778、HR 4381，是獅子座的一颗恒星，视星等为5.91，位于銀經257.99，銀緯56.23，其B1900.0坐标为赤經11h 13m 47s，赤緯+2° 56.23′ 55″。